# Qualificazioni al campionato europeo femminile di calcio 2013 - Fase a gironi, gruppo 3
Le qualificazioni al campionato europeo femminile di calcio 2013 vennero giocate, nel gruppo 3, da sei nazionali: Belgio, Bulgaria, Irlanda del Nord, Islanda, Norvegia e Ungheria. Le sei squadre si affrontarono in un girone all'italiana con partite di andata e ritorno, per un totale di 10 partite. La squadra prima classificata si qualificava direttamente alla fase finale del torneo, mentre la seconda classificata si qualifica direttamente alla fase finale solo se era la migliore seconda dei sette gruppi di qualificazione, altrimenti accedeva ai play-off qualificazione.

## Classifica finale
| Pos | Squadra          | Pt | G  | V | N | P  | GF | GS | DR  |
| --- | ---------------- | -- | -- | - | - | -- | -- | -- | --- |
| 1.  | Norvegia         | 24 | 10 | 8 | 0 | 2  | 35 | 9  | +26 |
| 2.  | Islanda          | 22 | 10 | 7 | 1 | 2  | 28 | 4  | +24 |
| 3.  | Belgio           | 20 | 10 | 6 | 2 | 2  | 18 | 8  | +10 |
| 4.  | Irlanda del Nord | 11 | 10 | 3 | 2 | 5  | 12 | 15 | -3  |
| 5.  | Ungheria         | 10 | 10 | 3 | 1 | 6  | 18 | 22 | -4  |
| 6.  | Bulgaria         | 0  | 10 | 0 | 0 | 10 | 1  | 54 | -53 |

## Risultati
Tutti gli orari sono CEST (UTC+2) per le date dal 27 marzo al 23 ottobre 2011 e tra il 25 marzo e il 28 ottobre 2012, per le altre date sono CET (UTC+1).
| Arbitro: | Floarea Ionescu |

|                                                                            |           |  |
| Viðarsdóttir 6’, 36’, 72’ (rig.), 90+2’ Gunnarsdóttir 12’ Magnúsdóttir 63’ | Marcatori |  |

| Arbitro: | Saša Ihringová |

|                             |           |             |
| Wullaert 43’ Demoustier 85’ | Marcatori | 81’ Jakabfi |

| Arbitro: | Kirsi Heikkinen |

|                                              |           |               |
| Magnúsdóttir 8’, 32’ Viðarsdóttir 15’ (rig.) | Marcatori | Stensland 70’ |

| Arbitro: | Natalia Avdonchenko |

|                                                                      |           |  |
| Andersen 23’ Herlovsen 31’, 62’ Lund 65’ Stensland 78’ Tofte Ims 89’ | Marcatori |  |

| Reykjavík 21 settembre 2011, ore 21:30 | Islanda        | 0 – 0 referto | Belgio | Laugardalsvöllur (2 968 spett.)\| Arbitro: \| Christine Beck \| |
| Arbitro:                               | Christine Beck |               |        |                                                                 |

| Arbitro: | Riem Hussein |

|  |           |                 |
|  | Marcatori | 68’ Lárusdóttir |

| Arbitro: | Gordana Kuzmanović |

|  |           |              |
|  | Marcatori | 10’ Stephens |

| Arbitro: | Kateryna Monzul' |

|  |           |          |
|  | Marcatori | 66’ Lund |

| Arbitro: | Carina Vitulano |

|  |           |                                     |
|  | Marcatori | 39’ Magnúsdóttir 41’ Brynjarsdóttir |

| Arbitro: | Betina Norman |

|  |           |                                     |
|  | Marcatori | 24’ (rig.), 33’ Vágó 36’, 71’ Sipos |

| Arbitro: | Zuzana Kováčová |

|                                           |           |  |
| Zeler 5’, 56’ Wiard 14’, 43’ van Gils 70’ | Marcatori |  |

| Arbitro: | Florence Guillemin |

|                                       |           |               |
| McGuinness 17’ Hutton 44’ Furness 74’ | Marcatori | 60’ Herlovsen |

| Arbitro: | Stéphanie Frappart |

|  |           |                |
|  | Marcatori | 13’ Demoustier |

| Arbitro: | Ausra Kance |

|                                |           |                       |
| Hutton 76’ (aut.) Tálosi 90+2’ | Marcatori | 32’ Nelson 71’ Hutton |

| Arbitro: | Sandra Braz Bastos |

|                        |           |                        |
| Zeler 44’ Wullaert 53’ | Marcatori | 51’ O'Hagan 83’ Nelson |

| Arbitro: | Ausra Kance |

|  |           |                                 |
|  | Marcatori | 70’ Tofte Ims 90’, 90+4’ Hansen |

| Arbitro: | Sofia Karagiorgi |

|  |           |                                                         |
|  | Marcatori | 8’ Pedersen 30’ Tofte Ims 46’, 64’ Hansen 60’ Stensland |

| Arbitro: | Natalia Avdonchenko |

|              |           |  |
| Wullaert 66’ | Marcatori |  |

| Arbitro: | Karolina Radzik-Johan |

|  |           |                   |
|  | Marcatori | 90+4’ (rig.) Vágó |

| Arbitro: | Linn Andersson |

|                                                        |           |                 |
| Magill 3’ McGuinness 5’ Kireva 44’ (aut.) Milligan 55’ | Marcatori | 34’ Gospodinova |

| Arbitro: | Sandra Braz Bastos |

|                                                                                      |           |  |
| Herlovsen 8’, 12’, 30’, 43’, 47’ Mjelde 22’, 34’ Hansen 48’ Pedersen 78’ Knudsen 80’ | Marcatori |  |

| Arbitro: | Cristina Dorcioman |

|                                             |           |  |
| Viðarsdóttir 7’ Magnúsdóttir 42’ Jessen 86’ | Marcatori |  |

| Arbitro: | Tanja Schett |

|                 |           |                                  |
| Dombai-Nagy 19’ | Marcatori | 13’ Mermans 65’ Cayman 77’ Wiard |

| Arbitro: | Christine Baitinger |

|                          |           |  |
| Mykjåland 77’ Mjelde 86’ | Marcatori |  |

| Arbitro: | Elia Martinez |

|  |           | |
|  | Marcatori | 10’, 80’ Jónsdóttir 29’, 50’ Gunnarsdóttir 36’, 49’ Viðarsdóttir 64’ Brynjarsdóttir 67’ Ómarsdóttir 70’ Bjarnadóttir 73’ Lárusdóttir |

| Arbitro: | Teodora Albon |

|                                           |           |                        |
| Thorsnes 4’ Herlovsen 50’ Christensen 61’ | Marcatori | 54’ Wullaert 73’ Wiard |

| Arbitro: | Efthalia Mitsi |

|                                     |           |  |
| Magnúsdóttir 37’ Friðriksdóttir 53’ | Marcatori |  |

| Arbitro: | Hilal Tuba Tosun Ayer |

|                                                                            |           |  |
| Vágó 12’ (rig.), 14’, 52’, 54’ Sipos 37’ Zágor 46’ Rácz 73’, 74’ Pádár 76’ | Marcatori |  |

| Arbitro: | Esther Staubli |

|  |           |                      |
|  | Marcatori | 77’ Cayman 86’ Zeler |

| Arbitro: | Bibiana Steinhaus |

|                         |           |                  |
| Mjelde 39’ Thorsnes 42’ | Marcatori | 66’ Viðarsdóttir |

## Marcatrici
9 reti
- Margrét Lára Viðarsdóttir (2 rig.)
- Isabell Herlovsen

7 reti
- Fanny Vágó (3 rig.)

6 reti
- Hólmfríður Magnúsdóttir

4 reti
- Annaelle Wiard
- Tessa Wullaert

- Aline Zeler
- Hege Hansen

- Maren Mjelde

3 reti
- Lilla Sipos
- Sara Björk Gunnarsdóttir

- Gry Tofte Ims

- Ingvild Stensland

2 reti
- Janice Cayman
- Audrey Demoustier
- Zsófia Rácz
- Dagný Brynjarsdóttir

- Katrín Jónsdóttir
- Dóra María Lárusdóttir
- Ashley Hutton
- Kirsty McGuinness

- Julie Nelson
- Marita Skammelsrud Lund
- Cecilie Pedersen
- Elise Thorsnes

1 rete
- Lien Mermans
- Stéphanie van Gils
- Valentina Gospodinova
- Zsanett Jakabfi
- Anett Dombai-Nagy
- Anita Pádár
- Szabina Tálosi
- Bernadett Zágor

- Kristín Ýr Bjarnadóttir
- Fanndís Friðriksdóttir
- Sandra María Jessen
- Katrín Ómarsdóttir
- Rachel Furness
- Simone Magill
- Caragh Milligan

- Catherine O'Hagan
- Jessica Stephens
- Solfrid Andersen
- Marit Christensen
- Caroline Hansen
- Mari Knudsen
- Lene Mykjåland

1 autorete
- Borislava Kireva (a favore dell'Irlanda del Nord)
- Ashley Hutton (a favore dell'Ungheria)